# بطولة ويمبلدون 2024
بطولة ويمبلدون 2024 هي بطولة غراند سلام للتنس أقيمت في نادي عموم إنجلترا للتنس والكروكيه في ويمبلدون، لندن، إنجلترا، وتضم اللعب الفردي والزوجي والزوجي المختلط. كما تم جدولة بطولات الناشئين والكراسي المتحركة والدعوات، كانت هذه هي النسخة 137 من بطولة ويمبلدون وحدث جراند سلام الثالث لعام 2024. فاز بلقب فردي الرجال حامل اللقب كارلوس ألكاراز، الذي هزم اللاعب الصربي نوفاك ديوكوفيتش في مباراة العودة لنهائي العام السابق ليرفع لقبه الرابع في البطولات الأربع الكبرى. في حين تمكن اللاعبة التشيكية باربورا كرجتشيكوفا من التغلب على اللاعبة الإيطالية جاسمين باوليني في النهائي لتفوز بلقب فردي السيدات. 

## روابط خارجية
- الموقع الرسمي